# پریکاردیت فشارنده

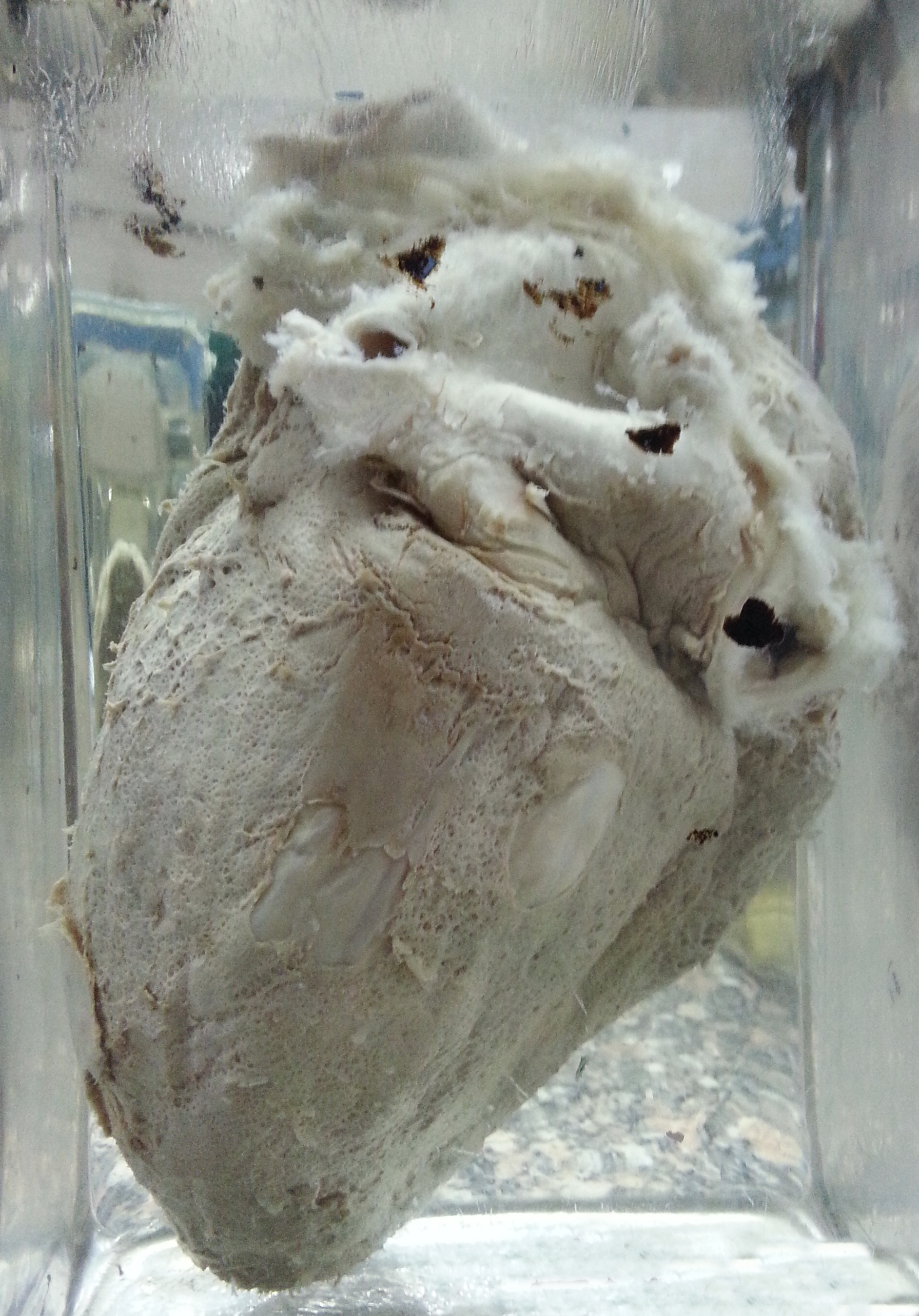
پریکاردیت فشارنده

پریکاردیت فشارنده (به انگلیسی: Constrictive Pericarditis) یک وضعیت پزشکی است که در آن آب‌شامه ضخیم و فیبروتیک می‌شود. این وضعیت باعث می‌شود فعالیت قلب محدود شود. در بسیاری از موارد این وضعیت به خوبی تشخیص داده نمی‌شود.

## علائم و نشانه‌ها
علائم و نشانه‌های پریکاردیت فشارنده مطابق با موارد زیر است: خستگی، شکم متورم، اشکال در تنفس (تنگی نفس)، تورم پاها و ضعف عمومی.

## علل
علت پریکاردیت فشارنده در جهان در حال توسعه ناشناخته می‌باشد، ولی به احتمال زیاد ریشه عفونی دارد. در مناطقی که در آن سل شایع است، مواردی از پریکاردیت نیز دیده می‌شوند.

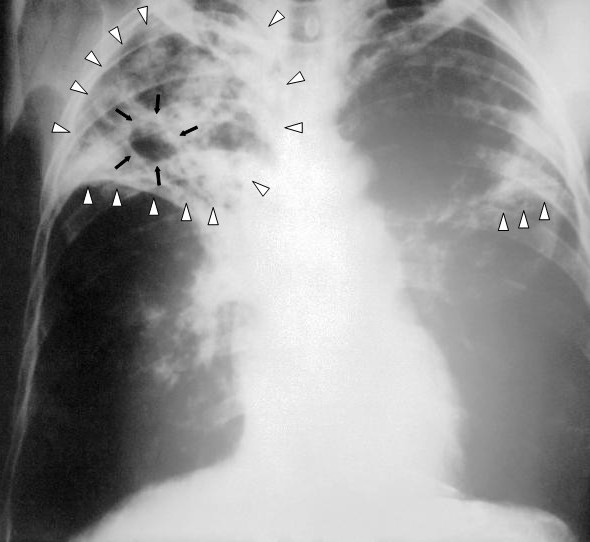
سل-x-ray

علل پریکاردیت فشارنده عبارتند از:
- سل[۴]
- درناژ ناقص پریکاردیت
- عفونت‌های قارچی و انگلی
- پریکاردیت مزمن
- پس از سکته قلبی
- آسبستوز ریوی[۵]